# سید کورفیلد
سید کورفیلد (انگلیسی: Sid Corfield; ۲۴ ژوئن ۱۸۸۳ – ۱۹۴۱ (۵۷−۵۸ سال)) بازیکن فوتبال اهل بریتانیا بود.
از باشگاه‌هایی که در آن بازی کرده‌است می‌توان به باشگاه فوتبال وست برومویچ آلبیون، باشگاه فوتبال ورکسام، و باشگاه فوتبال ولورهمپتون واندررز اشاره کرد.